# Stelarea finală a icosaedrului
În geometrie stelarea finală sau completă a icosaedrului este numită stelarea „finală” sau „completă” deoarece cuprinde toate celulele din diagrama de stelare a icosaedrului. Adică, fiecare trei plane ale fețelor nucleului icosaedric se intersectează fie într-un vârf al acestui poliedru, fie în interiorul său.
În clasificarea Wenninger acest poliedru este a șaptesprezecea stelare a icosaedrului și are indicele W42.
Ca figură geometrică are două interpretări:
- Ca poliedru stelat neregulat cu 20 de fețe identice eneagramice 9/4, 90 de muchii, 60 de vârfuri.
- Ca poliedru stea cu 180 de fețe triunghiulare (60 isoscele, 120 scalene), 270 de laturi și 92 de vârfuri. Această interpretare este utilă pentru construcția modelului fizic al poliedrului.

## Istoric
| Marele icosaedru | Modelul lui Brückner |

- 1809: Louis Poinsot a descoperit prima formă de icosaedru stelat, marele icosaedru[4]
- 1900: Max Brückner a identificat 10 stelări ale icosaedrului, inclusiv stelarea finală.[5]
- 1938: în cartea sa, The Fifty-Nine Icosahedra (în română Cele cincizeci și nouă de icosaedre), H.S.M. Coxeter, P. du Val, H.T. Flather și J.F. Petrie au făcut o enumerare sistematică a celor 59 de stelări posibile ale icosaedrului, în conformitate cu regulile lui J.C.P. Miller, stelarea finală apărând în listă în poziția a 8-a.
- 1974: Magnus Wenninger în cartea sa, Polyhedron Models, a enumerat stelarea finală ca al 17-lea mod de stelare al icosaedrului, cu indicele W42.
- 1995: Andrew Hume, în baza sa de date cu poliedre, Netlib, l-a numit echidnaedru[6] datorită asemănării cu o echidnă.

## Interpretări

### Ca stelare

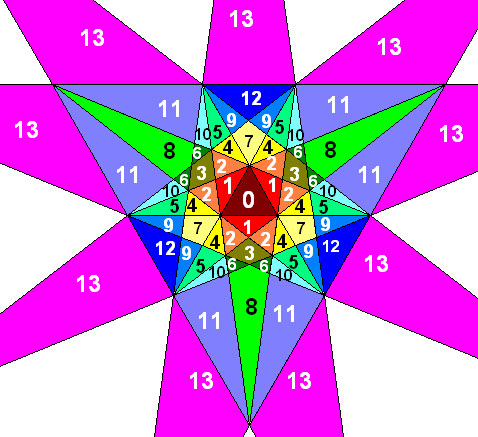
Diagrama de stelare a icosaedrului, cu tipurile de celule numerotate. Icosaedrul final este format din toate celulele din stelare, dar numai cele periferice, etichetate în diagramă cu „13”, sunt vizibile din exterior.

Stelarea unui poliedru extinde fețele sale în plane infinite și generează un nou poliedru care este delimitat de aceste plane ca fețe și intersecțiile acestor plane ca laturi. The Fifty Nine Icosahedra enumeră stelările icosaedrului regulat, inclusiv stelarea finală, în conformitate cu regulile lui J.C.P. Miller. Simbolul lui du Val al stelării finale este H, deoarece cuprinde toate celulele din diagrama de stelare până la stratul exterior, „h”.

### Ca poliedru stelat
Stelarea finală poate fi văzută și ca un poliedru stelat (autointersectat), având 20 de fețe corespunzătoare celor 20 de fețe ale icosaedrului subiacent. Fiecare față este un poligon stelat neregulat, o eneagramă 9/4. Deoarece în fiecare vârf se întâlnesc câte trei fețe, acesta are 20 × 9 / 3 = 60 de vârfuri (acestea se află pe stratul exterior de vârfuri vizibile și formează vârfurile „spinilor”) și 20 × 9 / 2 = 90 de laturi.
Când este privit ca un icosaedru stelat, stelarea finală este un poliedru nobil, deoarece este atât tranzitiv pe fețe, cât și tranzitiv pe vârfuri.

### Ca poliedru simplu

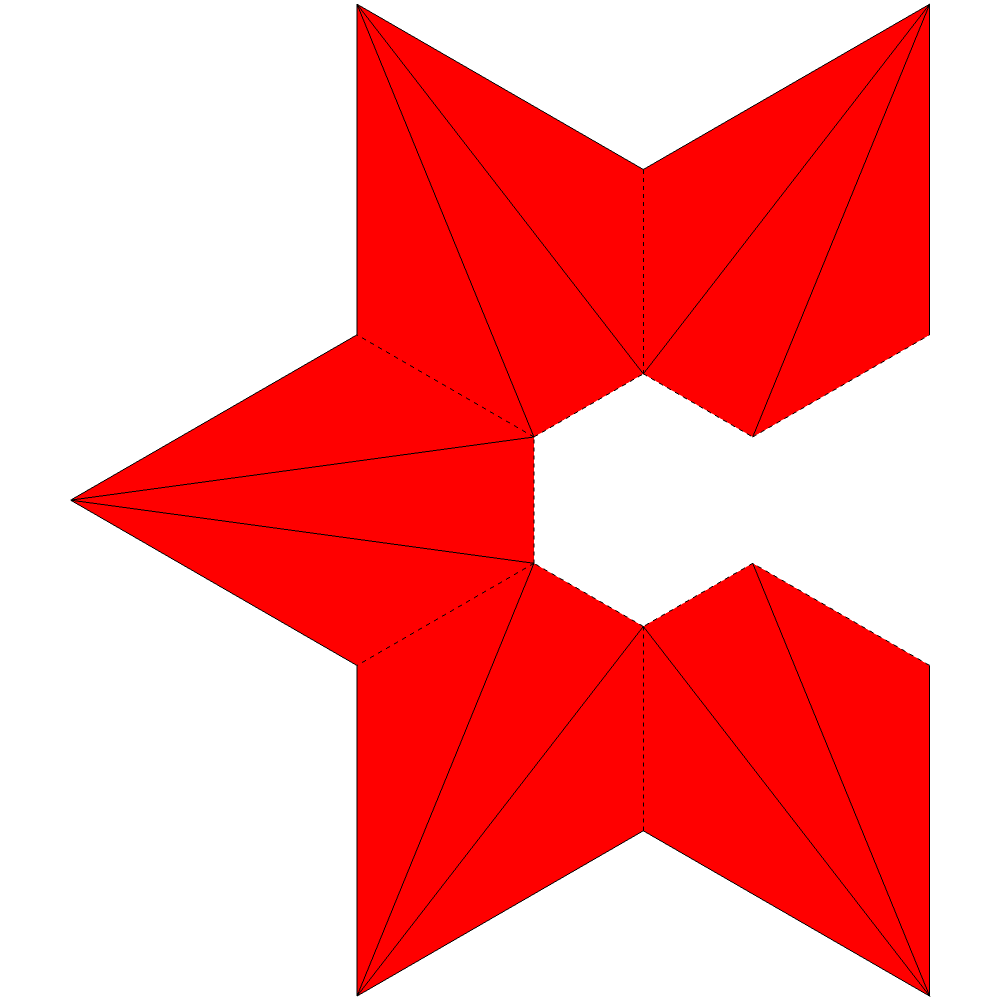
Un model poliedric poate fi construit din 12 seturi de fețe, fiecare pliat într-un grup de cinci piramide

Ca poliedru simplu, cum este văzut din exterior, forma stelării finale este compusă din 180 de fețe triunghiulare, care sunt zonele triunghiulare exterioare din diagrama stelării. Acestea se unesc de-a lungul a 270 de laturi, care, la rândul lor, se întâlnesc în 92 de vârfuri. Caracteristica sa Caracteristica sa Euler este în acest caz 2. 
Cele 92 de vârfuri se află pe suprafețele a trei sfere concentrice. Cel mai interior grup de 20 de vârfuri formează vârfurile unui dodecaedru regulat; următorul strat de 12 formează vârfurile unui icosaedru regulat; iar stratul exterior de 60 formează vârfurile unui icosaedru trunchiat neuniform. Razele acestor sfere sunt în raportul
{\displaystyle {\sqrt {{\frac {3}{2}}\left(3+{\sqrt {5}}\right)}}\,:\,{\sqrt {{\frac {1}{2}}\left(25+11{\sqrt {5}}\right)}}\,:\,{\sqrt {{\frac {1}{2}}\left(97+43{\sqrt {5}}\right)}}\,.}
| Interioară | Mediană    | Exterioară                    | Toate trei              |
| 20 vârfuri | 12 vârfuri | 60 vârfuri                    | 92 vârfuri              |
| ---------- | ---------- | ----------------------------- | ----------------------- |
| Dodecaedru | Icosaedru  | Icosaedru trunchiat neuniform | Icosaedrul stelat final |

#### Mărimi asociate
Când este considerat un obiect tridimensional cu lungimile laturilor {\displaystyle a}, {\displaystyle \varphi a}, {\displaystyle \varphi ^{2}a} și {\displaystyle {\sqrt {2}}\varphi ^{2}a} (unde {\displaystyle \varphi } este secțiunea de aur) icosaedrul complet are aria
{\displaystyle A={\frac {13211+{\sqrt {174306161}}}{20}}\,a^{2}\,\approx 1320,675~a^{2}}
și volumul
{\displaystyle V=(210+90{\sqrt {5}})\,a^{3}=411,246~a^{3}.}